# Mallochia agenioides
Mallochia agenioides là một loài tò vò trong họ Ichneumonidae.